# James Leasor
Œuvres principales
James Leasor, né le 20 décembre 1923 à Erith, dans le Kent, en Angleterre, et mort 10 septembre 2007 à Salisbury, dans le Wiltshire, est un écrivain et scénariste britannique, auteur de romans d'espionnage et de livres historiques. En 1978, il écrit Boarding Party, relatant un incident de la Seconde Guerre mondiale jusqu'alors resté secret, sur lequel a été basé le film Le Commando de Sa Majesté, avec Gregory Peck, Roger Moore et David Niven.

## Biographie
James Leasor est né à Erith dans le comté de Kent en 1923. Il fait ses premières études supérieures à la City of London School.  Enrôlé dans le Royal Berkshire Regiment, il sert en Birmanie dans le Lincolnshire Regiment pendant la Seconde Guerre mondiale. Après le torpillage de son navire de transport de troupes en Extrême-Orient, il dérive pendant 18 heures sur l'Océan Indien. C'est dans la jungle de Birmanie qu'il écrit son premier livre, Not Such a Bad Day, sur du papier photosensible réduit à la taille de micropoints qui sont envoyés en Angleterre par milliers pour y être agrandis. Sa mère les transcrit et les envoie à un agent qui les fait publier. Le livre se vend à 28 000 exemplaires, mais Leasor ne reçoit que 50 £ pour tout droit d'auteur. Blessé en service, il devient correspondant du SEAC. Son roman NTR: Nothing to Report est un récit semi-autobiographique de ses expériences en Inde et en Birmanie durant la guerre.
Après la guerre, il étudie l'anglais à l'Oriel College de l'université Oxford, où il est rédacteur de l'Isis Magazine (en). Ses études une fois terminées, il entre au Daily Express et devient secrétaire privé de son propriétaire, Lord Beaverbrook, avant d'être correspondant à l'étranger de ce journal.
Il se fait connaître en tant qu'auteur après avoir reçu les critiques élogieuses de plusieurs de ses ouvrages, dont The Red Fort, un récit de la Révolte des cipayes, The One That Got Away, relatant l'évasion de Franz von Werra, le seul prisonnier de guerre allemand à s'être échappé des territoires alliés pendant la Seconde Guerre mondiale, The Plague and the Fire, un livre historique sur la peste et l'incendie de Londres au XVIIe siècle, The Millionth Chance, relatant la perte du R101 et Singapore: The Battle that Changed the World, ouvrage historique à propos de la Bataille de Singapour en 1942.
À partir des années 1960, il fait de l'écriture son seul métier, après le succès retentissant de son roman Passeport pour l'oubli (Passport to Oblivion), un des best-sellers de cette décennie. Y apparaît pour la première fois le Dr Jason Love, héros qui revient dans une série d'espionnage.
En dépit de ses succès dans la fiction, Leasor continue à faire paraître des ouvrages historiques, dont Green Beach, une évocation du Débarquement de Dieppe en 1975, Boarding Party, devenu le scénario du film Le Commando de Sa Majesté en 1978, The Unknown Warrior, Who Killed Sir Harry Oakes? et Rhodes and Barnato, son dernier livre, publié en 1997.
Leasor publie également quelques titres sous le nom de plume d'Andrew MacAllan et rédige, comme nègre littéraire, plusieurs autobiographies pour des personnalités telles que le roi Zog Ier d'Albanie et l'acteur britannique Jack Hawkins.
Il épouse Joan Bevan le 1er décembre 1951, dont il aura trois fils.
Il décède à Salisbury dans le Wiltshire, le 10 septembre 2007, à l'âge de 83 ans.

## Œuvre

### Romans

#### SérieJason Love
- Passport to Oblivion (1964), aussi paru sous le titre Where the Spies Are Publié en français sous le titre Passeport pour l'oubli, Paris, Presses de la Cité, coll. Un mystère no 732, 1965
- Passport to Peril (1966), aussi paru sous le titre Spylight
- Passport in Suspense (1967), aussi paru sous le titre The Yang Meridian Publié en français sous le titre Passeport pour l'angoisse, Paris, Presses de la Cité, 1967
- Passport for a Pilgrim (1968) Publié en français sous le titre Passeport pour un pèlerin, Paris, Presses de la Cité, coll. Un mystère, 3e série, no 17, 1969 ; réédition, Paris, Presses de la Cité, coll. Punch no 131, 1978
- Love-All (1971) Publié en français sous le titre Atout Love, Paris, Presses de la Cité, coll. Espiorama no 2, 1971 ; réédition, Paris, Presses de la Cité, coll. Punch no 84, 1977
- Love and the Land Beyond (1979)
- Frozen Assets: Return of the Intrepid Dr Love (1989)
- Love Down Under (1992)

#### SérieAristo Autos
- They Don't Make them Like that Any More (1969) Publié en français sous le titre Du tac au tacot, Paris, Presses de la Cité, coll. Un mystère, 3e série no 39, 1969
- Never Had a Spanner on Her (1970)

#### SérieJason Love et Aristo Autos
- Host of Extras (1973)

#### SérieRobert Gunn
- Mandarin-Gold (1973)
- The Chinese Widow (1975)
- Jade Gate (1976)

#### Autres romans
- Not Such a Bad Day (1946)
- The Strong Delusion (1951) Publié en français sous le titre La Grande Désillusion, Paris, Presses de la Cité, coll. Un mystère, 2e série, no 71, 1968
- NTR : Nothing to Report (1955)
- Follow the Drum (1972)
- X-Troop (1980)
- Open Secret (1982)
- Ship of Gold (1984)
- Tank of Serpents (1986)

#### Romans publiés sous le pseudonyme Andrew MacAllan
- Succession (1989)
- Generation (1990)
- Diamond Hard (1991)
- Fanfare (1992)
- Speculator (1993)
- Traders (1994)

### Recueil de nouvelles

#### SérieJason Love
- A Week of Love : Being Seven Adventures of Jason Love (1969) Publié en français sous le titre Vaches de loisir, Paris, Presses de la Cité, coll. Un mystère, 3e série, no 29 1969 ; réédition, Paris, Presses de la Cité, coll. Punch no 138, 1977 ; réédition, Paris, Presses de la Cité, coll. Punch no 138, 1978

### Nouvelles
- Dr Love Strikes Again (1964), aussi publiée sous le titre The Seventy-Sixth Face
- Algarve Rendezvous (1969), aussi publiée sous le titre Hero or Heroin?
- The Fourth Sapele Coffin (1969)
- At Rest at Last (in The Rigby File, 1989)

### Essais
- The Monday Story (1951)
- Author by Profession (1952)
- Wheels to Fortune: A Brief Account of the Life and Times of William Morris (1954)
- The Sergeant Major: A Biography of R.S.M. Ronald Brittain, M.B.E. Coldstream Guards (1955)
- The Red Fort: An Account of the Siege of Delhi in 1857 (1956)
- The One That Got Away (1956) en collaboration avec Kendal Burt Publié en français sous le titre Le Seul qui s'évada, Paris, Presses de la Cité, coll. Coup d'œil sur l'univers, 1957
- The Millionth Chance: the Story of R. 101 (1957)
- War at the Top (1959), aussi paru sous le titre The Clock with Four Hands, en collaboration avec L. Hollis
- Wall of Silence (1960), aussi paru sous le titre Conspiracy of Silence, en collaboration avec P. Eton
- The Plague and the Fire (1961)
- Rudolf Hess : The Uninvited Envoy (1962) Publié en français sous le titre Rudolf Hess, l'ambassadeur inattendu, Paris, Presses de la Cité, 1963
- Singapore: The Battle that Changed the World (1968)
- Green Beach (1975) Publié en français sous le titre Green Beach, Paris, Robert Laffont, 1976
- Boarding Party (1978), aussi paru sous le titre The Sea Wolves après la sortie du film homonyme
- The Unknown Warrior (1980), aussi paru sous le titre Code Name Nimrod
- Who Killed Sir Harry Oakes? (1983)
- The Marine from Mandalay (1988)
- Rhodes & Barnato : The Premier and the Prancer (1997)
- The Unknown Soldier: The Allies' Greatest Deception in the Days Before D-day (2004)

### Théâtre
- Look Where I'm At! (1971), comédie musicale d'après le roman Rain in the Doorway par Thorne Smith, musique de Frank H. Stanton, paroles de Frank H. Stanton et Murray Semos

## Filmographie

### Au cinéma
- 1957 : L'Évadé du camp 1 (The One That Got Away), film britannique réalisé par Roy Ward Baker, adaptation du roman homonyme
- 1965 : Passeport pour l'oubli (Where the Spies Are), film britannique réalisé par Val Guest, d'après le roman homonyme, scénario signé James Leasor, Wolf Mankowitz et Val Guest
- 1980 : Le Commando de Sa Majesté (The Sea Wolves), film américain réalisé par Andrew V. McLaglen, d'après le roman Boarding Party (1978)

### À la télévision
- 1989 : Passion and Paradise, téléfilm britannico-canado-américain réalisé par Harvey Hart, adaptation du roman Who Killed Sir Harry Oakes?

## Sources
- (en) John M. Reilly (Ed.), Twentieth-century crime and mystery writers, New York, St. Martin's Press, coll. « Twentieth-century writers of the English language », 1982 (réimpr. 1991), 2e éd., 1568 p. (ISBN 978-0-312-82417-4, OCLC 6688156), p. 553-554.